# Gabriel Turell
Gabriel Turell (Barcelona, segle XV- ?, ?) fou un heraldista i historiador català. Visqué la Guerra civil catalana i fou ciutadà honrat de la ciutat de Barcelona. És autor de set opuscles sobre temes de cavalleria i heràldica que mai no han estat publicats, així com del tractat d'armeria Arbre d'honor (1471). Recopilà una obra de caràcter historiogràfic, Recort, que finalitzà vers l'any 1476. Aquesta obra és una refosa poc acurada de l'obra del cavaller català mossèn Pere Tomic, que aleshores encara no havia estat impresa. A l'obra original de Tomic, Turell hi intercalà fragments de caràcter ideològic i històric. Recort no fou publicat fins al 1894, comptant amb una segona edició el 1950.